# 錦西の血陣 古賀聯隊
『錦西の血陣 古賀聯隊』（きんさいのけつじんこがれんたい）は1932年に日本で制作されたサイレント映画。東活映画社製作。

## スタッフ
- 監督 : 井出錦之助
- 脚本 : 井出錦之助
- 原作 : 関東軍司令部
- 撮影 : 本田戒一郎

## キャスト
- 南光明
- 平松信雄